# Unakite

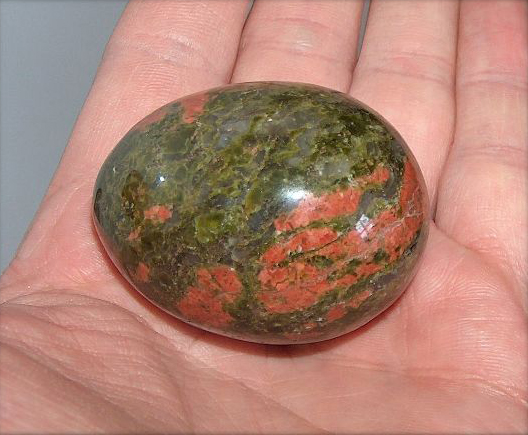
Échantillon d'unakite poli.

L'unakite est une roche de la famille des granites altérés, composée d'orthose (rose), d'épidote (verte) et de  quartz (généralement incolore). Elle existe en de nombreuses nuances de vert et de rose, avec des cristaux d'apparence irrégulière. Lorsqu'elle est de bonne qualité, l'unakite est considérée comme une pierre fine, susceptible d'être polie et utilisable en joaillerie, ou pour fabriquer des objets décoratifs comme des œufs, des boules ou de petits animaux.

## Étymologie et topotype
Les Unaka Range (en), en Caroline du Nord, ont inspiré le nom de la roche.

## Gîtologie
Aux États-Unis, des fragments d'unakite peuvent être trouvés dans les anciennes moraines glaciaires des rives du lac Supérieur, ainsi que dans les vallées de Virginie, où elles sont entraînées depuis les  Blue Ridge Mountains. On en trouve également en Afrique du Sud, au Sierra Leone, au Brésil et en Chine.
L'unakite est parfois qualifiée de granite épidotisé. A contrario, certains minéraux vendus sous le nom d'unakite ne possèdent pas d'orthose et sont en fait des épidosites.